# Език на омразата
Езикът на омразата е дефиниран от Cambridge Dictionary като „публично произнесена реч, която подтиква към насилие спрямо лице или група хора въз основа на раса, религия, пол или сексуална ориентация“. За езика на омразата обикновено се счита, че включва враждебност и компрометиране на отделен индивид или група от хора заради раса, цвят, национален произход, пол, инвалидност, религия или сексуална ориентация.“
Водени са дълги дебати за свободата на словото, езика на омразата и закона за езика на омразата. Законодателството на някои страни описва езика на омразата като реч, жестове, поведение, писмена реч, както и екрани, които подтикват към насилие или към действия, които вредят на отделен индивид или група хора въз основа на тяхната принадлежност към група, също така действия, които насаждат страх или пренебрежение спрямо групи или индивиди, които са част от определена група. Законът може да идентифицира група въз основа на определени характеристики. В някои страни езикът на омразата не е узаконено понятие. Има страни, включително САЩ, където много случаи, които попадат в категорията „език на омразата“, са защитени от конституцията. В други държави жертвата на езика на омразата според гражданското право, наказателното право или и двете може да изисква обезщетение.
Електронна страница, която съдържа език на омразата, може да бъде наречена страница на омразата.